# Pratt & Whitney JT3D
O motor Pratt & Whitney JT3D (designação da empresa TF33) é uma versão turbofan do turbojato J57. Os primeiros dois estágios cancelados do J91/JT9 substituiram o primeiro dos três estágios compressores do J57. Isso tornou fácil a modificações de turbojatos com a substituição de kits. Essa conversão aumentou o empuxo em 35 porcento e o consumo de combustível em algo entre 15 e 22 porcento. A estréia da TF33 foi em 1958 e esteve em produção até 1985. Foram produzidas aproximadamente 8600 unidades.

## Modelos
- JTD3-3: 18.000 lb (80,1 kN) empuxo
- TF33-P-3: 17.000 lb (75,6 kN) empuxo
- TF33-P-5: 18.000 lb (80,1 kN) empuxo
- TF33-P-7: 21.000 lb (93,4 kN) empuxo
- TF33-P-11: 16.000 lb (71,2 kN)

## Uso
- Boeing KC-135 Stratotanker
- Boeing 707
- Boeing B-52H Stratofortress
- Douglas DC-8
- General Dynamics RB-57F Canberra
- Lockheed C-141 Starlifter
- Shanghai Y-10
- Testada em um B-45 Tornado, no B-52 Stratofortress e no Boeing 367-80.

## Especificações

### JT3D-1
Características gerais
- Tipo: Turbofan
- Comprimento: 3 505 mm (138 in) rebordo a rebordo
- Diâmetro: 1 310 mm (51,6 in) até a ponta da ventoinha
- Peso seco: 1 978 kg (4 360 lb) motor sem carenagens

Componentes
- Compressor: Fluxo axial, ventoinha de dois estágios, 6 estágios de pressão baixa, 7 estágios de pressão alta
- Combustores: canular, 8 tubos de chama
- Turbina: Fluxo axial, estágio simples de alta pressão e 3 estágios de pressão baixa

Performance
- Empuxo máximo: 7 710 kgf (75 600 N) para decolagem (avaliada em ISA pela OACI)
- Razão de pressão total: ≈12.5:1
- Razão de diluição: 1.42:1
- Fluxo de massa de ar: 432 lb/s (196 kg/s)
- Temperatura de entrada da turbina: ≈877 °C (1 610 °F) na decolagem SLS (Nível Padrão do Mar), ISA
- Consumo específico de combustível: ≈0.78 lb/(lbf·h) (22 g/(kN·s)) @1 810 kgf (17 800 N) de empuxo e à 10 700 m (35 100 ft) de altitude avaliado em ISA
- Razão empuxo por peso: 3.9 motor sem carenagens

### TF33-P-7
Dados de: 
Características gerais
- Tipo: Turbofan
- Comprimento: 3 607 mm (142 in)
- Diâmetro: 1 371,6 mm (54,0 in)
- Peso seco: 2 109 kg (4 650 lb)

Componentes
- Compressor: Fluxo axial, ventoinha de dois estágios, 7 estágios de pressão baixa, 7 estágios de pressão alta
- Combustores: canular, 8 tubos de chama
- Turbina: Fluxo axial, estágio simples de alta pressão e 3 estágios de pressão baixa

Performance
- Empuxo máximo: 9 520 kgf (93 400 N) razão máxima, SLS, ISA
- Razão de pressão total: ≈16:1
- Fluxo de massa de ar: 498 lb/s (226 kg/s)
- Temperatura de entrada da turbina: ≈954 °C (1 750 °F)
- Consumo específico de combustível: 0.56 lb/(lbf·h) (16 g/(kN·s)) razão máxima, SLS, ISA
- Razão empuxo por peso: 4.516